# آرماند همر
 آرماند هامر (انگلیسی: Armand Hammer؛ ۲۱ مهٔ ۱۸۹۸ – ۱۰ دسامبر ۱۹۹۰) یک کارآفرین اهل ایالات متحده آمریکا بود.